# Ханакотоба
Ханакотоба Hanakotoba (яп. 花言葉) — японська традиція використання квітів, як символів для передачі емоцій.
Значення квіток походять від їхнього вигляду, життєвого циклу тощо. Ніжний цвіт вишні глибоко пов'язаний із давніми воїнами-самураями, оскільки це відображення їхнього швидкоплинного життя, розумінням того, що вони повинні прожити своє життя блискуче і вмерти, подібно до того, як цвітіння вишні виглядає чудово пишним у повному розквіті, щоб після впасти на землю. Цвітіння вишні асоціюється з поняттям моно, яке можна перекласти як «почуття, що минає». Камелії по-японськи називаються цубакі, вважають квітами нещастя, через їхню властивість. Замість того, щоб пелюстки падали одна за одною, вся головка квітки відвалюється від стебла.

## Квіти та їхнє значення
| Японська              | Латинська транслітерація | Українська                 | Значення                                                       | Зображення |
| --------------------- | ------------------------ | -------------------------- | -------------------------------------------------------------- | ---------- |
| アマリリス            | Amaririsu                | Амариліс                   | Сором'язливість                                                |            |
| アネモネ              | Анемона                  | Анемона (біла)             | Щирість                                                        |            |
| アムブロシアー        | Amuburoshiā              | Амброзія                   | Благочестя                                                     |            |
| 紫苑                  | Shion                    | Aster tataricus            | Вічна пам'ять про щось                                         |            |
| 躑躅                  | Tsutsuji                 | Азалія                     | Скромність                                                     |            |
| ブルーベル            | Burūberu                 | Hyacinthoides non-scripta  | Вдячність                                                      |            |
| サボテン              | Saboten                  | Кактусові                  | Бажання / Секс                                                 |            |
| 椿                    | Tsubaki                  | Камелія (Червона)          | Любов, Гідна смерть                                            |            |
| 椿                    | Tsubaki                  | Камелія (Жовта)            | Туга                                                           |            |
| 椿                    | Tsubaki                  | Камелія (Біла)             | Очікування                                                     |            |
| 黒百合                | Kuroyuri                 | Fritillaria camschatcensis | Любов, прокляття                                               |            |
| カーネーション        | Kānēshon                 | Гвоздика садова            | Захоплення, нагорода і любов                                   |            |
| 桜                    | Sakura                   | Японська вишня             | Доброта, Ніжність, Минучість життя                             |            |
| 黄菊                  | Kigiku                   | Хризантема (Жовта)         | Імперія                                                        |            |
| 白菊                  | Shiragiku                | Хризантема (Біла)          | Правда                                                         |            |
| (四つ葉の) クローバー | (Yotsuba no) kurōbā      | Чотирилиста конюшина       | Щастя                                                          |            |
| 水仙                  | Suisen                   | Нарцис                     | Повага                                                         |            |
| 天竺牡丹              | Tenjikubotan             | Жоржина                    | Гарний смак                                                    |            |
| 雛菊                  | Hinagiku                 | Стокротки багаторічні      | Віра                                                           |            |
| エーデルワイス        | Ēderuwaisu               | Білотка альпійська         | Сміливість, сила                                               |            |
| エリカ                | Erika                    | Еріка                      | Самотність                                                     |            |
| 勿忘草                | Wasurenagusa             | Незабудка                  | Справжня любов                                                 |            |
| フリージア            | Furījia                  | Фрезія                     | Дитячість, незрілість                                          |            |
| 梔子                  | Kuchinashi               | Гарденія                   | Таємна любов                                                   |            |
| 鷺草                  | Sagisō                   | Pecteilis radiata          | Чистота, Делікатність, «Я буду думати про тебе навіть уві сні» |            |
| ハイビースカス        | Haibīsukasu              | Гібіск                     | Ніжність                                                       |            |
| 忍冬                  | Suikazura                | Жимолость                  | Щедрість                                                       |            |
| 紫陽花                | Ajisai                   | Гортензія                  | Гордість                                                       |            |
| アイリス, 菖蒲        | Ayame                    | Півники                    | Добрі новини / Радісні новини / Лояльність                     |            |
| ジャスミン            | Jasumin                  | Жасмин                     | Доброзичливість, витонченість                                  |            |
| ラベンダー            | Rabendā                  | Лаванда                    | Вірність                                                       |            |
| 白百合                | Shirayuri                | Лілія (біла)               | Чистота, цнотливість                                           |            |
| 小百合                | Sayuri                   | Лілія (оранжова)           | Ненависть / Помста                                             |            |
| 鈴蘭/百合             | Suzuran/Yuri             | Конвалія звичайна          | Солодкий                                                       |            |
| 鬼百合                | Oniyuri                  | Лілія тигрова              | Богатство                                                      |            |
| 彼岸花 / 曼珠沙華     | Higanbana / Manjushage   | Лікоріс                    | Ніколи більше не зустрічатися / Втрачена пам'ять / Покидання   |            |
| 向日葵                | Himawari                 | Соняшник                   | Повага, пристрасна любов                                       |            |
| 蓮華                  | Renge                    | Індійський лотос           | «Далеко від того, кого він любить», чистота, цнотливість       |            |
| マグノリア            | Magunoria                | Магнолія                   | Природність                                                    |            |
| 宿り木/ホーリー       | Yadorigi/Hōrii           | Падуб                      | Пошук                                                          |            |
| 朝顔                  | Asagao                   | Morning Glory              | Willful promises                                               |            |
| 水仙                  | Suisen                   | Нарцис                     | Самоповага                                                     |            |
| パンジー              | Panjī                    | Фіалка садова              | Thoughtful/Caring                                              |            |
| 牡丹                  | Botan                    | Півонія                    | Хоробрість                                                     |            |
| 雛芥子                | Hinageshi                | Мак дикий                  | Любов до веселощів                                             |            |
| 芥子(白)              | Keshi(Shiro)             | Мак (білий)                | Радість                                                        |            |
| 芥子(黄)              | Keshi(Ki)                | Мак (жовтий)               | Успіх                                                          |            |
| 桜草                  | Sakurasō                 | Енотера                    | Відчай                                                         |            |
| 紅薔薇                | Benibara                 | Троянда (червона)          | Любов, закоханість                                             |            |
| 薔薇                  | Bara                     | Троянда (біла)             | Невинність, мовчання, відданість                               |            |
| 黄色薔薇              | Kiiroibara               | Троянда (Жовта)            | Ревнощі                                                        |            |
| 桃色バラ              | Momoirobara              | Троянда (Рожева)           | Довіра, щастя, впевненість                                     |            |
| スイートピー          | Suītopī                  | Чина запашна               | До побачення                                                   |            |
| チューリップ          | Chūrippu                 | Тюльпан (Червоний)         | Слава, Благодійність, Довіра                                   |            |
| チューリップ          | Chūrippu                 | Тюльпан (Жовтий)           | Нерозділена любов                                              |            |
| 美女桜                | Bijozakura               | Вербена                    | Кооперація                                                     |            |
| 菫                    | Sumire                   | Фіалка                     | Чесність                                                       |            |
| 百日草                | Hyakunichisou            | Цинія                      | Вірність                                                       |            |